# 신궁봉경회
신궁봉경회(神宮奉敬會)는 대한제국 말기에 조직되었던 신토 단체이다.
대한제국의 고위 관료와 일본인이 연합하여 1909년 6월에 발기했다. 대한제국 정부의 재정 지원으로 설립되었다.
대한제국에도 일본의 신토 사원인 신궁이 건립되어야 한다는 취지에서 조직되었다. 한국의 국조인 단군과 일본의 건국신인 아마테라스가 본래 남매였다는 논리에 따라 이들에 대한 제사를 한 곳에서 함께 지내야 한다는 주장이었다.
결성 직후 이 단체의 핵심 인물인 김재순이 다른 회원들과 갈등을 일으킨 뒤 신궁경의회를 창립해 빠져나가면서 내분이 발생했다. 초기에 총재로 유력 인사인 박영효가 선정되었다가, 내분 사태 후 대한제국 고종의 장조카인 영선군 이준용으로 바뀌었다. 부총재는 이재극, 회장은 김재순, 고문은 민영휘로 발표되었다. 김재순은 이후에도 두 단체에서 활동을 병행하여 신궁봉경회와 신궁경의회의 활동은 겹치는 부분이 많다.
서울 종로구 지역에 주택을 매입하고 예식 절차를 마련하는 등 신궁 건립 준비 작업을 하던 중 이토 히로부미가 안중근에게 살해당하자, 회장 김재순이 이토 장례식에 제문을 만들어 보내고 따로 이토 추도회를 개최하기도 했다.
한일 병합 조약 체결 직전인 1910년 6월에는 천도교 계열의 시천교와 합병설이 나돌았으나 합병이 이루어지지는 않았다. 관우의 사당이 있는 종로구 명륜동 북관묘로 사무실을 이전해 북관묘 해체 작업을 시작하는 등 신궁 설립을 위한 사전 작업을 활발히 벌이다가, 한일 병합 무렵 김재순이 유언비어 유포 혐의로 체포되면서 활동이 중단되었다.

## 같이 보기
- 신궁경의회

## 참고자료
- 친일인명사전편찬위원회 (2004년 12월 27일). 《일제협력단체사전 - 국내 중앙편》. 서울: 민족문제연구소. 189~191쪽쪽. ISBN 8995330724.
- 친일반민족행위진상규명위원회 (2006년 12월). 〈김재순〉 (PDF). 《2006년도 조사보고서 II - 친일반민족행위결정이유서》. 서울. 881~897쪽쪽. 발간등록번호 11-1560010-0000002-10. [깨진 링크(과거 내용 찾기)]